# Vela Traba
Vela Traba – wieś w Chorwacji, w żupanii istryjskiej, w mieście Pazin. W 2011 roku liczyła 227 mieszkańców.